# Euro (vento)
Euro (em grego:  Εύρος) é o vento leste na mitologia e geografia da Grécia Antiga. Seu nome entre os romanos era Vultorno.
Higino lista Favônio como um dos quatro ventos, filhos de Astreu e Aurora (os outros são Zéfiro, Bóreas e Noto) mas, segundo Aulo Gélio favonius é o nome romano do vento que sopra oposto ao Euro. Este vento não é mencionado por Hesíodo como os filhos de Eos e Astreu (que são Zéfiro, Bóreas, Noto e as estrelas).